# Erik Sigerud
Erik Sigerud (* 1977 in Borlänge) ist ein schwedischer Künstler.
Sigerud wuchs in Västerås und in Falun auf. Nach dem schwedischen Gymnasium zog Sigerud nach Paris. 1999 immatrikulierte er sich an der École nationale supérieure des beaux-arts de Paris (ENSBA, Universität der Künste) in Paris. Sigerud beendete das Studium an der ENSB-A 2004. Im Jahr 2003 studierte er an der Universität der Künste Berlin (UDK).
Zurzeit lebt und arbeitet er in Stockholm, Schweden.

## Ausstellungen
- 2000 Special Jury Preis beim Paul-Louis-Weiller-Preis in Paris
- 2002 De toute Manière an der Académie des Beaux-Arts in Paris
- 2004 Epi-Demia am Palazzo Nuovo in Turin